# Sint-Martinuskerk (Roesbrugge)

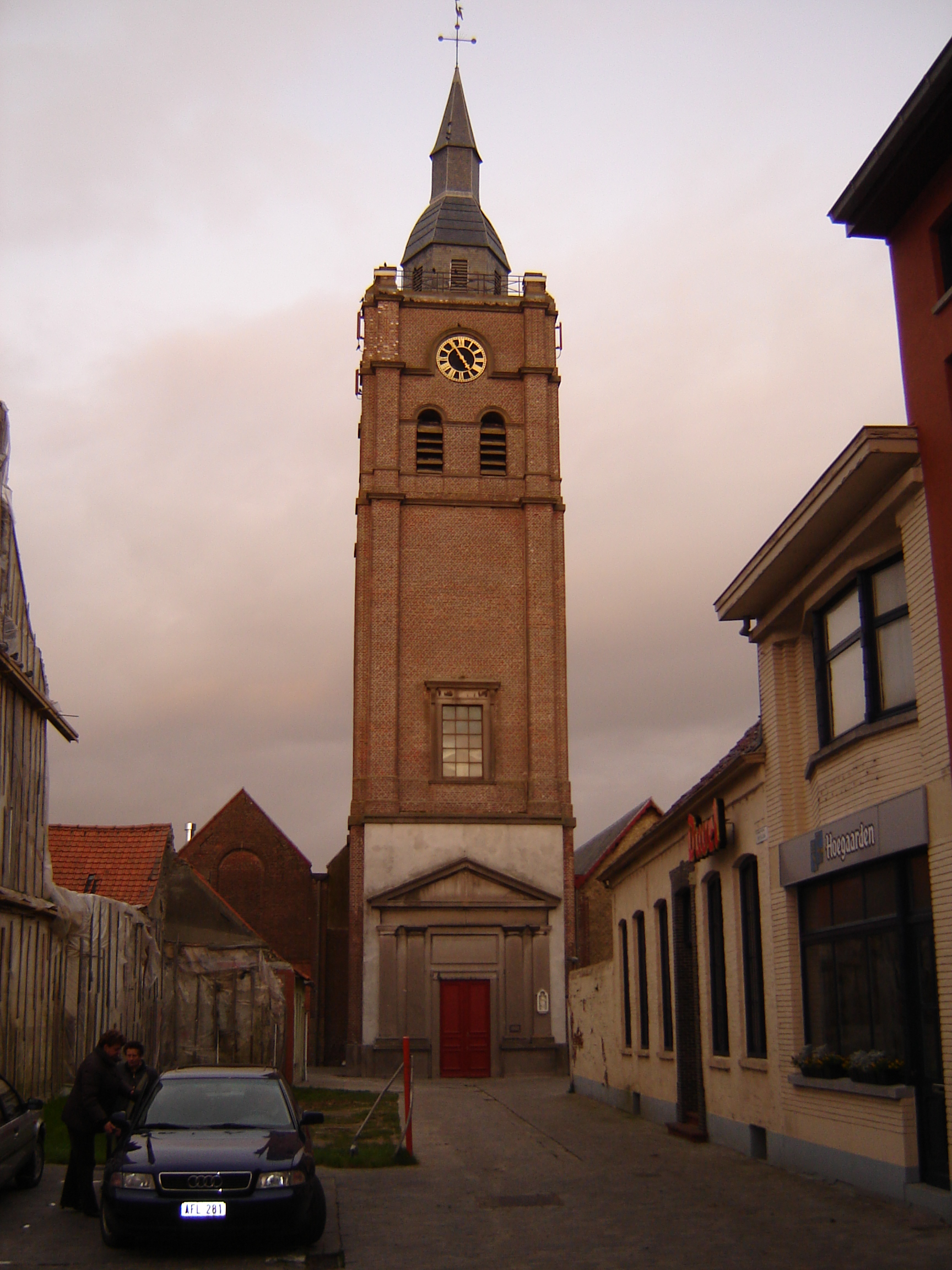
Sint-Martinuskerk

De Sint-Martinuskerk is de parochiekerk van de tot de West-Vlaamse gemeente Poperinge behorende plaats Roesbrugge, gelegen aan de Tempeliersstraat.

## Geschiedenis
Reeds omstreeks 1488 bestond er een kapel op deze plaats. In 1805 werd begonnen met de bouw van een beuk, welke in 1806 werd ingewijd. De parochie van Roesbrugge splitste zich af van die van Haringe. Van 1826-1837 werd verder gegaan met de bouw. De toren werd ontworpen door de Ieperse architect Lernaud. Tijdens de Tweede Wereldoorlog werd de kerk beschadigd, en daarna weer hersteld.

## Gebouw
Het betreft een driebeukige hallenkerk met een zware westtoren, waarvan het portaal in neoclassicistische stijl werd uitgevoerd. De toren heeft vier geledingen. Het hoofdkoor heeft een driezijdige sluiting, de zijkoren hebben een vlakke sluiting.
Het kerkmeubilair is voornamelijk 19e-eeuws, deels met neogotische en deels met neoclassicistische kenmerken.